# Колонизация Марса

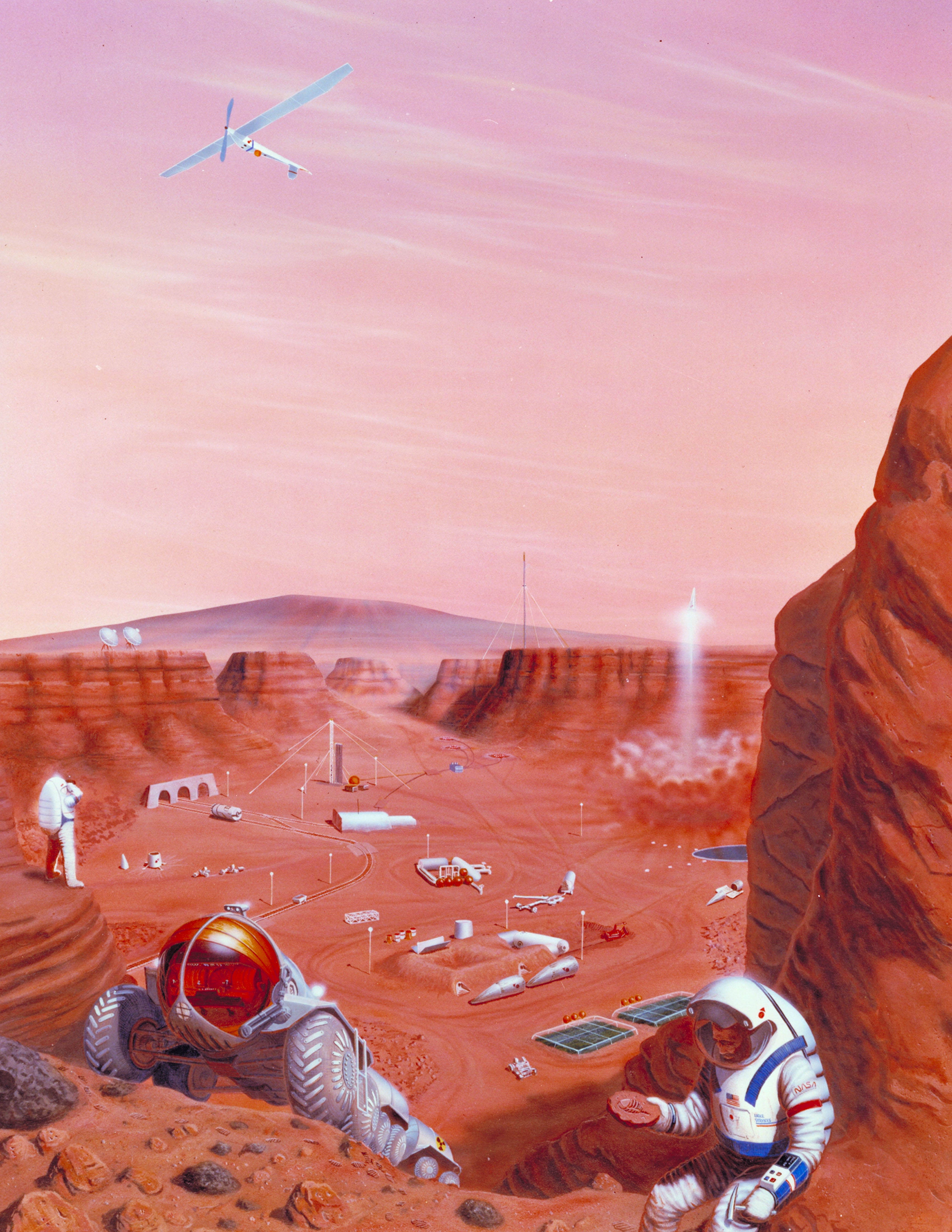
Марсианская колония в представлении художника

Колонизация Марса — теоретическое заселение Марса человеком.
В силу относительно небольшого расстояния до Земли и природных характеристик, Марс, наряду с Луной, является самым вероятным кандидатом на основание колонии людей в обозримом будущем. Путешествие к Марсу с Земли требует наименьших энергетических затрат, если не считать Венеры. Человек не сможет прожить на поверхности Марса без защитного снаряжения. Тем не менее, по сравнению с условиями на жарких Меркурии и Венере, холодных внешних планетах и лишённых атмосферы Луне и астероидах, условия на Марсе гораздо более пригодные для освоения.

## Цели
В качестве целей колонизации Марса называются следующие:
- Создание постоянной базы для научных исследований самого Марса и его спутников, в перспективе — для изучения, а также, возможно, и колонизации пояса астероидов (в том числе добычи полезных ископаемых на них) и дальних планет Солнечной Системы[1][2].
- Промышленная добыча ценных полезных ископаемых. С одной стороны, Марс может оказаться достаточно богат минеральными ресурсами, причём из-за отсутствия свободного кислорода в атмосфере возможно наличие на нём богатых месторождений самородных металлов: меди, железа, вольфрама, рения, урана, золота[3]; и сама добыча этих элементов может проходить гораздо плодотворнее, чем на Земле, так как, например, благодаря отсутствию биосферы и высокому фону излучения можно широкомасштабно применять термоядерные заряды для вскрытия рудных тел[4]. С другой стороны, на текущий момент стоимость доставки грузов и организации добычи в агрессивной среде настолько велика, что никакое богатство месторождений не обеспечит окупаемости добычи, по крайней мере быстрой[1].
- Решение демографических проблем Земли[1][5].
- Создание «Колыбели Человечества[англ.]» на случай глобального катаклизма на Земле[1].

Таким образом, на текущий момент и ближайшее будущее актуальна только первая цель. Ряд энтузиастов идеи колонизации Марса считает, что при больших первоначальных затратах на организацию колонии в перспективе, при условии достижения высокой степени автономии и организации производства части материалов и предметов первой необходимости (прежде всего — кислород, вода, продукты питания) из местных ресурсов, этот путь ведения исследований окажется в целом экономически эффективнее, чем отправка возвращаемых экспедиций или создание станций-поселений для работы вахтовым методом. Кроме того, в перспективе Марс может стать удобным полигоном для проведения масштабных научных и технических экспериментов, опасных для земной биосферы.

## Пригодность для освоения

### Факторы, упрощающие колонизацию
- Марсианские сутки (сол) составляют 24 часа 39 минут 35,244 секунды[6], что очень близко к земным[4].
- Наклон оси Марса к плоскости эклиптики составляет 25,19°, а земной — 23,44°[6][7]. В результате этого на Марсе, как на Земле, есть смена времён года[4], хотя она и происходит почти в два раза дольше, поскольку марсианский год длится 687 дней (более чем в 1,88 раза длиннее земного)[8].
- У Марса есть атмосфера. Несмотря на то, что её плотность составляет всего 0,7 % земной[6], она даёт некоторую защиту от солнечной и космической радиации, микрометеоритов, а также облегчает аэродинамическое торможение космического летательного аппарата[4].
- Слабость марсианской гравитации означает меньшее (более чем вдвое по сравнению с Землёй) значение второй космической скорости[7], что упрощает взлёт космических аппаратов с поверхности планеты.
- На Марсе имеется вода[9] в виде значительных и непосредственно доступных залежей водяного льда[8].
- Параметры марсианского грунта (соотношение pH, наличие необходимых для растений химических элементов и некоторые другие характеристики) близки к земным, и на марсианской почве можно выращивать растения[4][10]. Учитывая большое количество углекислого газа (95,32 %) в атмосфере[6][11], это позволяет рассчитывать (при наличии достаточного количества энергии) на возможность производства растительной пищи, а также добычи воды и кислорода из местных ресурсов, что значительно снижает потребность в технологиях замкнутого цикла жизнеобеспечения, который был бы необходим на Луне, астероидах или на удалённой от Земли космической станции.
- Химический состав распространённых на Марсе минералов разнообразнее, чем у других небесных тел поблизости от Земли. По мнению некоторых бизнесменов, их достаточно для снабжения не только самого Марса, но и Луны, Земли и астероидного пояса[12].
- На Земле есть места, в которых природные условия похожи на марсианские пустыни, схожие по виду с марсианским ландшафтом. На экваторе Марса в летние месяцы бывает так же тепло (+20 °C), как и на Земле[7]. Атмосферное давление на Земле на высоте 34 668 метров — рекордная по высоте точка, которой достиг воздушный шар с командой на борту[13] — превышает максимальное давление на поверхности Марса всего примерно в 2 раза.
- У Марса есть два естественных спутника, Фобос и Деймос. Они гораздо меньше и ближе к планете, чем Луна к Земле[6][14]. Эти спутники могут оказаться полезными при проверке средств колонизации астероидов.

### Факторы, усложняющие колонизацию
- Ускорение свободного падения на Марсе составляет порядка 3,71 м/c2, то есть 0,38 g[6]. До сих пор неизвестно, достаточно ли этого, чтобы избежать проблем для здоровья, возникающих при невесомости[4].
- В силу того, что Марс находится дальше Земли от Солнца, количество достигающей его поверхности солнечной энергии составляет всего 43 % от этой величины для Земли[6].
- Температура поверхности Марса гораздо ниже земной — в среднем −63 °C. Максимальная отметка температуры поверхности составляет порядка +30 °C (в полдень на экваторе), минимальная — −153 °C (зимой на полюсах)[4][7][14].
- Орбита Марса имеет эксцентриситет в 6 раз больший, чем у Земли[7], что увеличивает годовые колебания планетарной температуры и количества солнечной энергии; при этом, как и на Земле, местные сезонные колебания больше, чем зависящие от эксцентриситета.
- Атмосферное давление на Марсе составляет менее 1 % земного[14], что слишком мало, чтобы люди могли выжить без пневмокостюма[4]. К тому же состав атмосферы сильно отличается от земной: в ней 95,3 % углекислого газа, 2,7 % азота, 1,6 % аргона и лишь доли процента кислорода и воды[6].
- Радиационный фон на Марсе (примерно 22 миллирада в день, но значение может значительно изменяться в зависимости от местности, высоты и локальных магнитных полей) в 2,5 раза превышает радиационный фон на Международной космической станции и примерно в 13 раз — его средний уровень в современных развитых странах, что приближается к установленным пределам безопасности для космонавтов[15][16].
- Вода в чистом виде не может существовать на поверхности Марса в жидком состоянии и даже при температуре выше 0 °C вследствие низкого давления сублимируется, то есть переходит из твёрдого состояния напрямую в газообразное. А жидкость, обнаруженная на Марсе, представляет собой концентрированный солевой раствор[17], так что высокое содержание перхлоратов в грунте ставит под сомнение возможность выращивания в марсианской почве земных растений без дополнительных экспериментов либо без искусственного грунта[18].
- Марс не обладает магнитным полем, генерируемым по механизму, подобному земному, — обнаружены лишь локальные следы остаточного магнетизма[14]. Вместе с разреженной (более чем в 60 раз в сравнении с Землёй[6]) атмосферой это существенно увеличивает количество достигающего его поверхности ионизирующего излучения. Магнитное поле Марса не способно защитить живые организмы от космической радиации, а атмосферу (при условии её искусственного восстановления) — от рассеивания солнечным ветром.

## Перелёт на Марс
Время полёта с Земли до Марса (при нынешних технологиях) составляет 6-8 месяцев; с повышением начальной скорости время полёта быстро сокращается, поскольку уменьшается и путь. В принципе, доставка на Марс необходимого минимума снаряжения и припасов на начальный период существования небольшой колонии не выходит за пределы возможностей современной космической техники, с учётом перспективных разработок, срок реализации которых оценивается в одно-два десятилетия. На текущий момент принципиальной нерешённой проблемой остаётся защита от излучений во время перелёта; в случае её решения сам перелёт (в особенности, если он будет производиться «в одну сторону») вполне реален, хотя и требует вложения огромных финансовых средств и решения целого ряда научных и технических вопросов различного масштаба.

### Mars One
«Mars One» — частный проект по сбору средств, руководимый Басом Лансдорпом, предполагавший полет на Марс с последующим основанием колонии на его поверхности и трансляцией всего происходящего по телевидению. В 2022 году (во время следующего сближения Земли с Марсом, происходящего раз в 26 месяцев) планировалось запустить пробную миссию, в 2024 году — установить на орбите Красной планеты спутник связи, двумя годами спустя за этим должен был последовать марсоход, который выберет подходящее место для размещения марсианской колонии, а затем и шесть кораблей с грузами для снабжения этой последней. На 2031 году был запланирован запуск и собственно экспедиции — первого экипажа из четырёх будущих колонистов, лишённых, однако, технической возможности вернуться обратно на Землю. В дальнейшем предполагался запуск аналогичных групп каждые два года, по крайней мере, ещё пять раз подряд. В 2019 году «Mars One» заявил о закрытии проекта.

### Inspiration Mars
«Inspiration Mars Foundation» — американская некоммерческая организация (фонд), основанная Деннисом Тито, планировавшая отправить в январе 2018 года пилотируемую экспедицию для облёта Марса.

### Столетний космический корабль
«Столетний космический корабль» (англ. Hundred-Year Starship) — проект, общей целью которого является подготовка в течение века к экспедиции в одну из соседних планетарных систем. Одним из элементов подготовки является реализация проекта безвозвратного направления людей на Марс с целью колонизации планеты. Проект разрабатывает с 2010 года Исследовательский центр имени Эймса — одна из основных научных лабораторий НАСА. Основная идея проекта состоит в том, чтобы отправлять людей на Марс для того, чтобы они основали там колонию и продолжали жить в этой колонии, не возвращаясь на Землю. Отказ от возвращения приведёт к значительному сокращению стоимости полёта, появится возможность взять больше груза и экипаж. Дальнейшие полёты будут доставлять новых колонистов и пополнять их запасы. Возможность обратного перелёта появится лишь тогда, когда колония своими силами сможет организовать на месте производство достаточного количества необходимых для этого предметов и материалов из местных ресурсов (прежде всего, речь идёт о топливе и запасах кислорода, воды и пищи).

### Starship

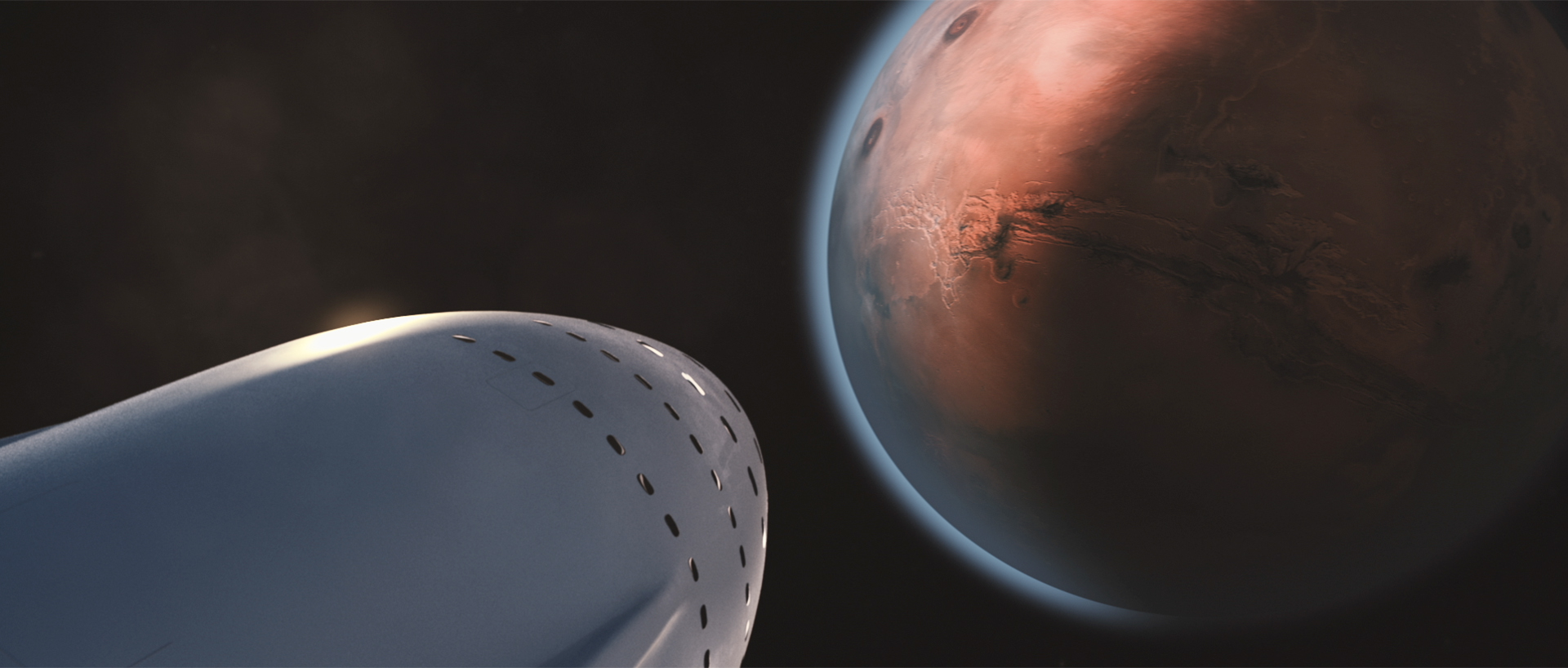
Космический корабль Межпланетной транспортной системы, летящий к Марсу, в представлении художника

Starship — разрабатываемая компанией SpaceX многофункциональная сверхтяжёлая система, предполагающая создание многоразового космического транспорта для доставки грузов и людей в любую точку Солнечной системы, в том числе на Марс с целью создания там в будущем самоподдерживающейся колонии. Система предполагает, что мощная первая ступень будет выводить на орбиту Земли вторую — собственно космический аппарат, затем возвращаться за счет реактивного приземления; отдельно будет выполняться в несколько этапов заправка топливом с помощью топливного танкера. В момент, когда Земля и Марс будут расположены наиболее выгодным образом, заправленный и загруженный межпланетный корабль по быстрой полуэллиптической траектории будет отправляться к Марсу, после чего последует полёт длительностью в среднем 115 дней. При достижении Марса корабль спустится через атмосферу и приземлится с помощью реактивных двигателей. Спустя некоторое время, когда планеты снова выровняются, после заполнения баков произведённым на Марсе топливом, корабль сможет стартовать к Земле используя только собственные двигатели, без ракеты-носителя, с полезным грузом и экипажем. Такие рейсы будут повторяться многократно по мере строительства колонии. Проект был представлен 27 сентября 2016 года на 67-м ежегодном Международном конгрессе астронавтики в Гвадалахаре под названием «Межпланетная транспортная система». 19 ноября 2018 года было объявлено о существенном изменении дизайна системы и переименовании её в Starship. Общая концепция и план полёта остались неизменными. Первый пилотируемый полёт на Марс предположительно запланирован на 2029 год.

## Терраформирование Марса

### Основные задачи
- Повышение давления атмосферы до уровня, при котором вода могла бы существовать в жидком виде[4][33].
- Повышение температуры в экваториальной части планеты до +10° — +20°С[4][33].
- Создание аналога озонового слоя для защиты от ультрафиолетового излучения[4].
- Создание биосферы[33][34].
- Создание полноценного магнитного поля планеты.

По мере осуществления терраформирования условия на поверхности Марса станут уже более приемлемыми для нахождения там без скафандров и даже (после создания полноценной атмосферы) без дыхательных масок. Однако этот процесс займёт довольно долгое время: ученые полагают, что для того чтобы, в частности, воздух стал пригодным для дыхания на Марсе, потребуется при нынешних технологиях от 300 лет до целого тысячелетия, а по менее оптимистичным оценкам, это займёт миллионы лет.

### Способы
- Управляемое обрушение на поверхность Марса кометы, одного крупного или множества малых ледяных астероидов из Главного пояса или одного из спутников Юпитера, с целью разогреть атмосферу и пополнить её водой и газами[33][36][37]. Однако способы воздействия, связанные с выводом на орбиту или падением астероида, требуют основательных расчётов, направленных на изучение подобного воздействия на планету, её орбиту, вращение и многое другое[37].

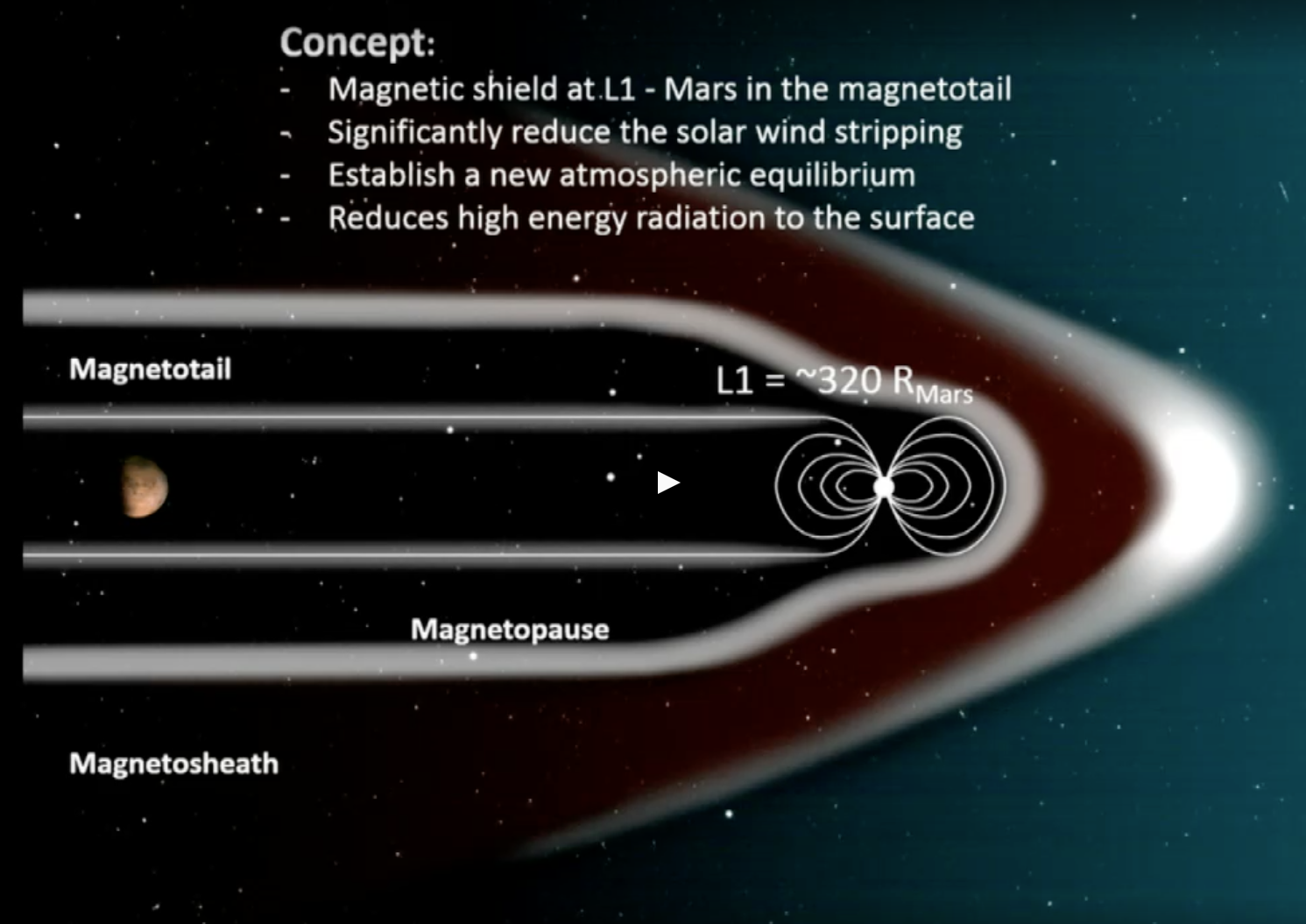
Магнитный щит в точке Лагранжа L1, защищающий Марс и его атмосферу от солнечного ветра

- Выброс в атмосферу парниковых газов, например, углекислого газа[35], аммиака[38], метана, либо искусственных органических соединений[36], таких как перфторуглеводороды или хлорфторуглероды[2][39]. В свою очередь, чтобы перевести в атмосферу большое количество углекислого газа и воды, можно растопить полярные шапки[35][36], для чего нужно повысить температуру поверхности Марса на 4°[2][37]. Можно затемнить поверхность шапок, чтобы её альбедо уменьшилось и она поглощала больше солнечной энергии[40]. С этой целью предлагалось покрыть полярные шапки, например, пылью с поверхности Фобоса или Деймоса (одних из самых тёмных тел Солнечной системы) или высадить там подходящую растительность[2][41], а также поместить на орбиту Марса искусственные спутники, способные собирать и фокусировать солнечный свет с помощью специальных зеркал на поверхность шапок для её разогрева[33][36][37]. Решение с фторуглеродами обойдется значительно дороже[37]: чтобы сублимировать одну только южную полярную шапку, нужно 39 млн тонн хлорфторуглеродов, что в 3 раза превышает их количество, произведённое на Земле с 1972 по 1992 г., причём этот объём придётся ежегодно пополнять. К тому же, это приведёт к разрушению озонового слоя, а значит, защиты от солнечной радиации[42]. Задача, однако, упрощается, если эти соединения можно будет производить на месте — необходимые компоненты должны присутствовать на Марсе как планете земного типа. Возможно, что это относится и к метану, который предлагалось также получать с объектов внешней Солнечной системы, что, конечно, гораздо сложнее[1].
- Взрыв на полярных шапках нескольких ядерных бомб. Недостаток метода — радиоактивное заражение выделенной воды[33][43].

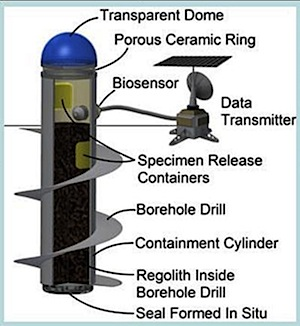
Концепт герметичной конструкции для культивирования колоний фотосинтезирующих цианобактерий и зелёных водорослей в марсианском грунте

- Для запуска механизма магнитогидродинамического динамо, аналогичного земному, необходимо, чтобы внешнее ядро планеты находилось в жидком состоянии. Высказывались идеи, что этого можно добиться с помощью серии термоядерных взрывов на большой глубине вблизи ядра, либо пропускания через ядро сильного электрического тока, который вызовет нагрев до температуры плавления[45].
- Можно создать искусственное магнитное поле с помощью прокладки вокруг планеты кольца из сверхпроводника с подключением к мощному источнику энергии[46].
- Также высказывалось предложение создать магнитный щит, закрывающий Марс от солнечного ветра, чтобы планета могла восстановить свою атмосферу. Он мог бы располагаться в точке Лагранжа L1 между Марсом и Солнцем. Поле могло бы создаваться при помощи громадного диполя — замкнутой электрической цепи с очень сильным током[47][48][49].
- Колонизация поверхности архебактериями (см. археи) и другими экстремофилами, в том числе генно-модифицированными, для выделения необходимых количеств кислорода для дыхания и парниковых газов или получения необходимых веществ в больших объёмах из уже имеющихся на планете[35][37][50]. Эксперименты подтвердили возможность полноценного функционирования в смоделированных в лаборатории условиях Марса некоторых земных организмов[51] — лишайников и цианобактерий[52], а также метаногенов[53]. Существует проект NASA по тестированию возможности создания герметичных «биокуполов» («biodomes»), под которыми марсианская почва может быть заселена колониями фотосинтезирующих цианобактерий и зелёных водорослей, — потенциальной основы будущей пригодной для жизни экосистемы[44].
- Техногенная деятельность — выброс парниковых газов атомными электростанциями и транспортом, сжигание ископаемого топлива, — которая приводит к негативным последствиям для климата на Земле, для терраформирования Марса может оказаться полезной[1].
- Производство кислорода напрямую из местной атмосферы путём разложения углекислого газа с помощью низкотемпературной плазмы[54][55].

## Основные сложности
Крайне высокая стоимость доставки колонистов и грузов на Марс является основным ограничивающим фактором проекта колонизации. Создание космического корабля для полёта к Марсу — сложная задача. Одной из главных проблем является защита космонавтов от потоков частиц солнечной радиации. По результатам непосредственных измерений радиационного детектора RAD на борту марсохода Curiosity во время перелёта между Марсом и Землёй его участники получат потенциально опасную дозу космической радиации порядка 0,66 зиверта (около 1,8 миллизиверта в день), тогда как по стандартам NASA максимальная допустимая доза составляет от 0,6 до 1 зиверт для женщин и от 0,8 до 1,2 зиверт для мужчин (считается, что дополнительный риск развития рака на протяжении жизни при таких дозах не превышает 3 %). Обшивка корабля может заблокировать лишь около 5 % всего излучения — частицы солнечного ветра, а от лучей высокой энергии (оставшиеся 95 %) практически невозможно защититься. Поэтому космические корабли, отправляющиеся к Марсу, должны обладать особыми «убежищами» или другими средствами защиты от облучения, либо необходимо сокращать время полёта. Предлагается несколько путей решения этой задачи, например, создание особых защитных материалов для корпуса или даже разработка магнитного щита, подобного по механизму действия планетарному.
Также существуют сложности при посадке на поверхность, включающей в себя как минимум четыре обязательных стадии:
- торможение двигателями до входа в атмосферу
- торможение об атмосферу
- торможение двигателями в атмосфере
- посадка на огромные сложные подушки безопасности или с помощью уникального крана.

«Стартовое окно» для полёта между планетами открывается один раз в 26 месяцев. С учётом времени перелёта даже в самых идеальных условиях (удачное расположение планет и наличие транспортной системы в состоянии готовности) ясно, что, в отличие от околоземных станций или лунной базы, марсианская колония в принципе не будет иметь возможности получить оперативную помощь с Земли или эвакуироваться на Землю в случае возникновения нештатной ситуации, с которой невозможно справиться своими силами. Таким образом, просто для выживания на Марсе колония должна иметь гарантированный срок автономности не менее трёх земных лет. С учётом возможности возникновения в течение этого срока самых различных нештатных ситуаций, аварий оборудования, природных катаклизмов ясно, что для обеспечения выживаемости колония должна иметь значительный резерв оборудования, производственных мощностей во всех отраслях собственной промышленности и, что на первых порах самое главное, энергогенерирующих мощностей, так как и всё производство, и вся сфера жизнеобеспечения колонии будет остро зависеть от наличия электроэнергии в достаточных количествах.
С целью исследования возможных проблем при перелёте на Марс и нахождении на планете проводились различные исследования: строились т. н. аналоговые станции, ставились эксперименты, моделирующие условия пилотируемой миссии на Марс. Можно выделить следующие основные проблемы, связанные с условиями пребывания на Марсе:
- Высокий уровень космической радиации[15].
- Сильные сезонные и суточные колебания температуры[59].
- Метеоритная опасность[59][66].
- Низкое атмосферное давление[59].
- Пыль с высоким содержанием перхлоратов и гипса[67]. Её частицы слишком малы, чтобы полностью изолироваться от них, а электростатические свойства (в результате трения) способны вывести из строя технику[68].
- Марсианские песчаные бури, которые до сих пор до конца не изучены и которые пока не представляется возможным предсказывать с помощью метеорологического спутника[68].
- Малый ресурс ключевых элементов, необходимых для жизни (таких как азот, углерод)[4].

### Возможные физиологические проблемы для экипажа марсианской экспедиции
- Отрицательные эффекты от воздействия космической радиации[15][16][56][59]. Наиболее опасным является солнечный ветер, частицы которого при попадании в организм приводят к повреждению структуры ДНК и выработке активных форм кислорода, нарушающих структуру биологических макромолекул. Это влечёт повышенный риск развития рака, нарушение работы внутренних органов, снижение иммунитета и высокую частоту радиационной катаракты. При этом опасность увеличивается при возникновении сильных вспышек на Солнце: если космонавты окажутся на пути относительно редких выбросов высокоэнергетических протонов Солнца, то их, скорее всего, ждет смерть от острой лучевой болезни[68][69]. Кроме того, исследования на животных показали, что действие космической радиации на стенки артерий приводит к резкому росту предрасположенности к смерти от сердечно-сосудистых заболеваний; это подтверждено статистикой для членов лунной миссии «Аполлон»[70]. Другие пилотные исследования на грызунах указывают на то, что излучение в космосе может вызывать дегенерацию различных тканей, в том числе нервной, и способствовать раннему развитию болезни Альцгеймера[71]. И наконец, недавние эксперименты на мышах подтвердили, что действие космических лучей при планируемых полетах на Марс грозит космонавтам нарушениями памяти, интеллекта и поведения, характерными для деменции. Подобное действие космической радиации не только грозит космонавтам инвалидностью, но и ставит под угрозу выполнение конечных целей миссии, поскольку выявленные расстройства непосредственно касаются принятия решений, быстроты и адекватности реакции, выполнения поставленных задач и общения в коллективе[69][72].
- Адаптация к марсианской гравитации[73]. Влияние пониженной (0,38g) силы тяжести изучено недостаточно: все опыты проводились либо в среде с земным притяжением, либо в невесомости. Разрабатывался проект эксперимента на мышах на земной орбите «Mars Gravity Biosatellite[англ.]», но в 2009 году был отменён из-за недостатка финансирования[74]. Недавние исследования на мышах показали, что длительное пребывание в условиях невесомости (космоса) вызывает дегенеративные изменения печени, а также симптомы сахарного диабета. У людей после возвращения с орбиты наблюдались аналогичные симптомы, но причины этого явления были неизвестны.
- Длительная невесомость во время перелёта также далеко не безвредна. В отсутствие гравитации отпадает необходимость в напряженной работе систем, которым на Земле приходится ей противодействовать. В первую очередь это опорно-двигательный аппарат и сердечно-сосудистая система. При наблюдении за человеком в состоянии невесомости были замечены следующие изменения: кровь приливает к верхней части тела, сердце начинает более усиленно перекачивать кровь, организм воспринимает это как показатель избытка жидкости в организме, в результате чего он начинает выделять гормоны для «урегулирования» водно-солевого обмена. Вследствие всего этого организм теряет много жидкости: объём крови у космонавтов может снизиться почти на четверть, что влияет на кровообращение и обмен веществ. Происходит замедление сердечной деятельности, аритмия, перераспределение крови (оно проявляется отеком лица и расстройствами со стороны органов чувств из-за повышения внутричерепного давления) и уменьшение потребления кислорода (что приводит к снижению выносливости). Кроме этого, при длительном нахождении в состоянии невесомости происходит атрофия мышц с уменьшением их силы, а кости теряют кальций и калий и становятся более ломкими; этот процесс, называемый остеопорозом, приводит к повышению уровня кальция в крови, что, в свою очередь, способствует образованию камней в почках, запорам и психическим расстройствам. По расчетам ученых, после 8 месяцев нахождения в космосе человеку потребуется более двух лет на восстановление[68][69][75]. Невесомость нарушает работу сенсомоторной и вестибулярной систем[59][76], вызывая состояние, схожее с морской болезнью (правда, большинство космонавтов быстро к ней адаптируются). Кроме того, она может негативно сказываться на взаимодействии человека с его микробиомом, хотя этот вопрос требует дополнительного изучения[69]. Микрогравитация предположительно может приводить к нарушениям зрения из-за повышения внутричерепного давления[76][77]. Наконец, нарушается иммунная реакция организма[76] в связи с нахождением иммунных клеток в состоянии постоянного стресса[78].
- Слабое магнитное поле на Марсе также оказывает пагубное воздействие на организм, в результате чего у человека нарушается работа вегетативной нервной системы. Поэтому при посадке на Марс в лагере космонавтов необходимо будет создать искусственное магнитное поле. Данный вопрос также изучен не до конца[68].
- Соли хромовой кислоты, которые могут содержаться в марсианской пыли, способны нанести сильный вред организму человека[68].
- Ортостатическая неустойчивость[англ.] после посадки на планету[59][76].
- Возрастает вероятность развития декомпрессионной болезни[76], в результате которой может происходить закупорка мелких сосудов. Женщины более подвержены этому заболеванию, как и воздействию радиации, в связи с чем, по мнению многих ученых, участие женщин в первой марсианской экспедиции нежелательно[68].
- Неполноценное питание[76].
- Нарушения сна, снижение работоспособности, изменения метаболизма[64][65][79]. При длительной работе в космосе сбивается 24-часовой цикл человеческой жизнедеятельности, в результате чего нарушается работа пищеварительной системы, обмен веществ[68]. Так как в совокупности это сказывается на успехе миссии, необходимо (также и во время перелёта) создание условий, имитирующих земные: смена дня и ночи (освещённость), режим работы, питания и физической активности[65].
- Психологический аспект длительного пребывания в замкнутом пространстве: когнитивные и поведенческие расстройства, сложности с взаимодействием в команде[4][76]. Для предотвращения возрастания агрессии и, как следствие, конфликтов между космонавтами ученые предлагают, опять же, создавать условия, максимально приближенные к земным, а кроме того производить тщательный отбор команды в зависимости от психологического здоровья, а также на основе веры, убеждений, образа жизни и других аспектов[68].
- Удалённость от цивилизации влечёт отсутствие адекватной медицинской помощи, кроме того, непредсказуемое действие лечения из-за длительного хранения лекарств в условиях невесомости и радиации, а также возможных изменений их распределения и утилизации в организме[76].

## Колония на Марсе — основание и последующее содержание

### Возможные места основания
Наилучшие места для колонии тяготеют к экватору и низменностям. В первую очередь это:
- впадина Эллада — имеет глубину 8 км, и на её дне давление наивысшее на планете, благодаря чему в этой местности наименьший уровень фона от космических лучей на Марсе.
- Долина Маринера — не столь глубока, как впадина Эллада, но в ней наибольшие минимальные температуры на планете, что расширяет выбор конструкционных материалов.

В случае терраформирования первый открытый водоём появится в долине Маринера.

### Первоочередные задачи
- Производство энергии — может использоваться ядерная либо солнечная[2].
- Построение укрытий[2][68]. Жилые и рабочие помещения можно экранировать с помощью марсианского грунта, размещая их под поверхностью планеты, либо дополняя их специальными защитными покрытиями, например, керамическим, созданным из местного грунта с помощью технологии 3D-печати[15].
- Добыча воды изо льда в приповерхностном слое и полярных шапок[2].
- Синтез кислорода для дыхания, например, из углекислого газа в атмосфере и водного льда в грунте с использованием фотосинтезирующих растений[2][80] или более перспективных технологий[54].
- Производство продуктов питания, для чего необходимы удобрения и герметичные теплицы[2].
- Производство топлива как для наземных транспортировок, так и полётов космических аппаратов на Землю. Это может быть, например, метан, синтезированный из добытых на Марсе углекислого газа и воды[2].
- Организация связи как на Марсе[2], так и с Землёй. Для общения с колониями может использоваться радиосвязь, которая имеет задержку 3—4 мин в каждом направлении во время максимального сближения планет (которое повторяется каждые 780 дней) и около 20 мин при максимальном удалении планет; см. Конфигурация (астрономия). Задержка сигналов от Марса к Земле и обратно обусловлена скоростью света. Возможно, более оптимальным решением является использование оптического канала, например, на базе технологии FSO. Однако использование электромагнитных волн (в том числе световых) не даёт возможности поддерживать связь с Землёй напрямую (без спутника ретрансляции), когда планеты находятся в противоположных точках орбит относительно Солнца[81].

### Прогноз дальнейшего развития
При успешном выполнении первоочередных задач по развёртыванию автономной полноценно функционирующей колонии, представляющими собой наиболее сложный этап, по оптимистичным оценкам число желающих мигрировать на Марс (при условии возможности возвращения) может возрастать в геометрической прогрессии.

## Критика
Помимо основных аргументов критики идеи колонизации космоса человеком, имеются и возражения, специфичные для Марса:
- Колонизация Марса не является эффективным способом решения каких-либо стоящих перед человечеством проблем, которые можно рассматривать как цели этой колонизации. На Марсе пока не обнаружено ничего настолько ценного, что оправдало бы риск для людей и расходы на организацию добычи и транспортировку➤, а для колонизации на Земле всё ещё остаются огромные незаселённые территории, условия на которых гораздо благоприятнее, чем на Марсе, и освоение которых обойдётся намного дешевле, в том числе Сибирь, огромные пространства приэкваториальных пустынь и даже целый материк — Антарктида. Что же касается самого исследования Марса, то его экономичнее вести с использованием роботов[источник не указан 2871 день].
- У некоторых вызывает беспокойство факт возможного «загрязнения» планеты земными формами жизни. Вопрос о существовании (в настоящее время или в прошлом) жизни на Марсе до сих пор не решён, и если она в какой-либо форме существует, то действия по терраформированию могут оказаться губительны для неё, что, по мнению экоцентристов, недопустимо[1][82].

Опросы общественного мнения в США, однако, показывают, что порядка 2/3 опрошенных поддерживают идею отправки людей на Марс и всевозможной поддержки этого проекта государством.
По мнению астронома Владимира Сурдина, колонизация Марса не имеет смысла:

Это небольшая планета, там развернуться негде, гораздо легче и эффективнее было бы освоить нашу Сахару, Антарктиду, Гренландию. Или научиться жить под водой, три четверти поверхности земного шара — это подводное царство.

## В искусстве

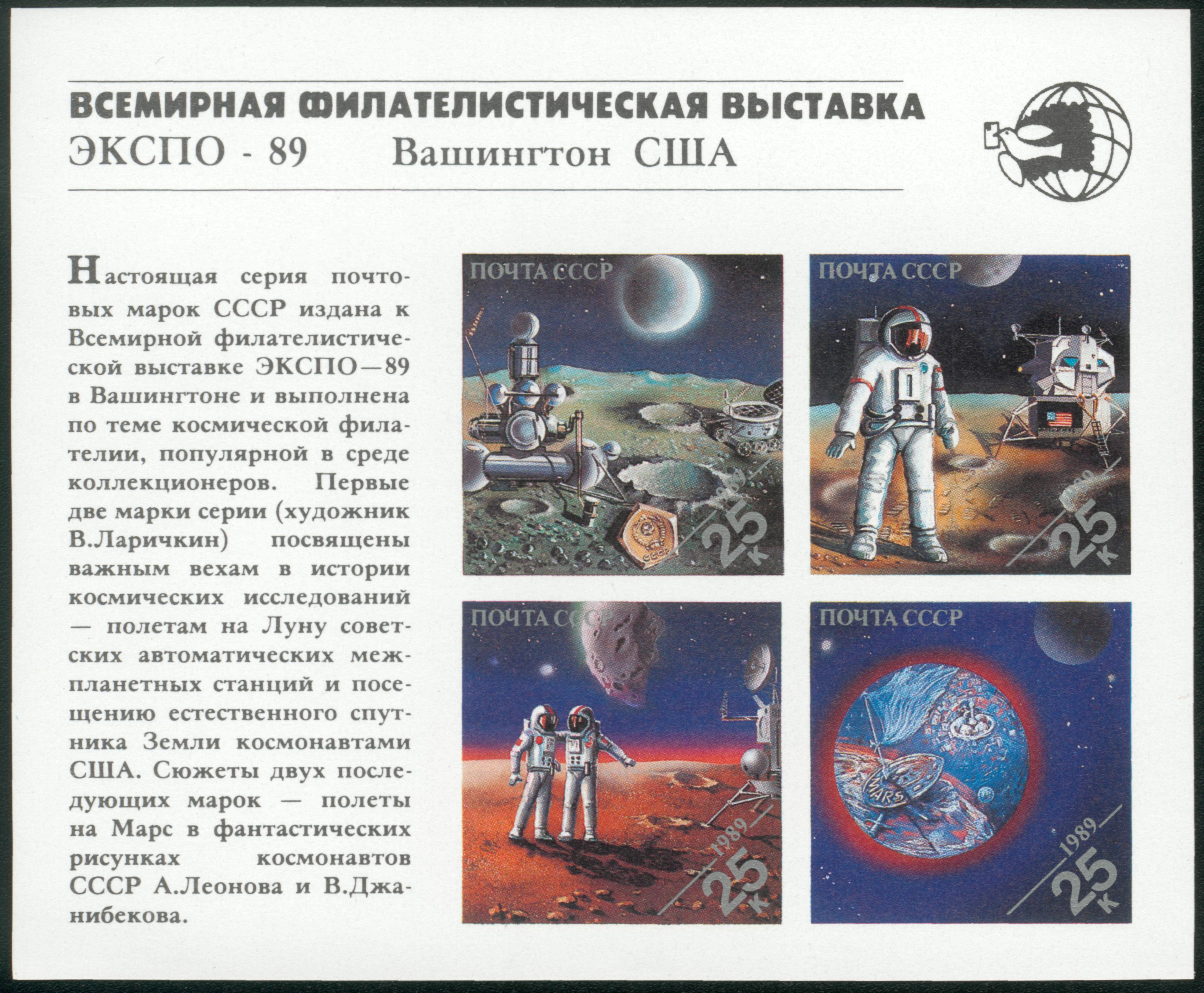
Иллюстрация освоения Луны и Марса на совместном американо-советском почтовом блоке 1989 года

### Кино
- В фантастическом фильме 1990 года «Вспомнить всё» действие сюжета происходит на Марсе.
- Фильм «Красная планета» (2000) рассказывает о начале терраформирования Марса ради спасения землян.
- Американский фантастический фильм «Миссия на Марс» (2000) режиссёра Брайана Де Пальма о спасательной миссии на планету Марс после катастрофы, постигшей первую экспедицию на Красную планету.
- В британском телесериале Доктор Кто в серии Воды Марса (2009) на поверхности Марса фигурирует освоенная первая колония в кратере Гусева «Bowie Base One».
- «Джон Картер» — фантастический приключенческий боевик режиссёра Эндрю Стэнтона (2012), поставленный по книге Эдгара Райса Берроуза «Принцесса Марса» в 1912 году.
- Фантастический фильм «Последние дни на Марсе» (2013).
- Фантастический фильм «Марсианин» (2015).
- Сериал «Экспансия» телеканала «Syfy» (2015), в котором Марс — это независимая планета.
- Американский художественный фильм «Познать неизведанное» (2016) об одиночном космическом полёте на Марс.
- Сериал «Марс» телеканала National Geographic (2016) о создании поселения на Марсе в 2033 году.
- Фантастический фильм «Космос между нами» (2017) об истории взаимоотношений юноши, родившегося на Марсе, и земной девушки.